# Kanton Triel-sur-Seine
Triel-sur-Seine is een voormalig kanton van het departement Yvelines in Frankrijk. Het kanton maakte deel uit van het arrondissement Saint-Germain-en-Laye. Het werd bij decreet van 21 februari 2014 opgeheven met uitwerking op 22 maart 2015, waarbij de drie betreffende gemeenten naar kanton Verneuil-sur-Seine overgingen. De drie gemeenten waren:
1. Triel-sur-Seine, kantoor kieskring
2. Verneuil-sur-Seine
3. Vernouillet